# Vejdovskyella comata
Vejdovskyella comata är en ringmaskart som först beskrevs av František Vejdovský 1884. Enligt Catalogue of Life ingår Vejdovskyella comata i släktet Vejdovskyella och familjen glattmaskar, men enligt Dyntaxa är tillhörigheten istället släktet Vejdovskyella och familjen Naididae. Arten är reproducerande i Sverige. Inga underarter finns listade i Catalogue of Life.